# Quercitello
Quercitello (en cors U Quercitellu) és un municipi francès, situat a la regió de Còrsega, al departament d'Alta Còrsega. L'any 1999 tenia 40 habitants.

## Demografia
| 1962 | 1968 | 1975 | 1982 | 1990 | 1999 |
| ---- | ---- | ---- | ---- | ---- | ---- |
| 126  | 126  | 87   | 53   | 37   | 40   |

## Administració
| Període   | Identitat         | Partit | Qualitat |  |
| --------- | ----------------- | ------ | -------- |  |
| 2001-2008 | Jules Marc Mattei |        |          |  |